# Prix Acfas Jeanne-Lapointe
Pour un article plus général, voir Acfas.
Le Prix Acfas Jeanne-Lapointe est l'une des douze distinctions remise au sein de la francophonie canadienne par l'Acfas. Le prix a été créé en 2020,, et il est destiné à une personne ayant réalisé des travaux de recherche dans le domaine des sciences de l'éducation ou dont l'objet de recherche est l'éducation. 
La première récipiendaire du prix est Françoise Armand, professeure titulaire au Département de didactique de l'Université de Montréal. « [Jeanne Lapointe] a joué un rôle majeur dans les domaines des études littéraires, de l’éducation et du féminisme, c’est vraiment un beau clin d’œil de mon pays d’accueil d’être associée par ce prix à une très grande dame de l’histoire du Québec » a-t-elle mentionné, lors d'un entretien avec le quotidien Le Devoir.

## Lauréats et lauréates
- 2024 - Isabelle Archambault[5], psychoéducation, Université de Montréal
- 2023 - Maurice Tardif[6], administration et fondements de l’éducation, Université de Montréal
- 2022 - Abdelkrim Hasni[7], didactique des sciences, Université de Sherbrooke
- 2021 - Susanne Lajoie[8], pédagogie et technologies, Université McGill
- 2020 - Françoise Armand[9], didactique des langues secondes, Université de Montréal